# Road Rules: South Pacific
Алчные экстремалы: «Дорожные правила Тихий океан» (англ. Road Rules: South Pacific) — 12-й сезон реалити-шоу, который проходил в Южной части Тихого океана.

## Информация

### Оригинальный состав
| Участник        | Участие в других шоу                                        |
| --------------- | ----------------------------------------------------------- |
| Мери Бет Диккер | нет                                                         |
| Абрам Бойсе     | Битва, Инферно, Битва полов 2, Инферно 2, Инферно 3, Остров |
| Дэвид Джинтоли  | Битва                                                       |
| Донелл Лэнгем   | -                                                           |
| Кристена Пайл   | Инферно                                                     |
| Кара Завалета   | Битва, Битва 2 и Инферно 3                                  |

### Замена оригинального состава
| Участник        | Кого заменили | Участие в других шоу                                 |
| --------------- | ------------- | ---------------------------------------------------- |
| Тина Барта      | Кара          | Битва, Битва полов 2, Инферно 2, Свежее мясо и Дуэль |
| Крис Грэйб      | Абрам         | Битва полов 2                                        |
| Джереми Блоссом | Донелл        | Инферно и Битва 2                                    |

## Интересные факты
- Абрам был вынужден покинуть шоу после того, как напал на Донелла.
- Две девушки снимались для PlayBoy.
- Кара Завалета была названа Плей мет месяца в ноябре 2004 года после того, как её показали по MTV.
- Мери Бет Диккер, барменша из Колледж-Стейшен, штат Техас была названа Кибер Девочкой в январе 2003 год — до того, как прошла кастинг на шоу.
- Участники прыгали с «Башни Неба» в Новой Зеландии.
- Участники поднялись на последний этаж небоскреба «Башня Неба» в Новой Зеландии по лестнице.
- Несколько членов команды сделали себе «гипсовые» татуировки.
- Члены команды в одной из миссии встречались с членами предыдущего сезона Алчные экстремалы: "Дорожные правила Кампус".
- Через год после съёмок некоторые из членов команды встречались с командой реалити-шоу Алчные экстремалы: "Дорожные правила экстрим" в одной из миссий этого сезона.

## Миссии
1. Вокруг света: пройдено
2. Похороненные заживо: пройдено
3. Сильное соревнование: пройдено
4. Поиск лечения: пройдено
5. Стиль враждующей семьи шоссейников
6. Подъём и прыжок: пройдено
7. Надоедливая полоса: пройдено (Абрам ударил Донелла — на место Абрама приходит Крис)
8. Найди меня, если сможешь: провалено
9. Рок дайвинг: пройдено
10. Восхождение на ледник: провалено (Кара отправляется домой, на её место приходит Тина)
11. Домик в прериях: пройдено
12. Сенсорная гонка: пройдено
13. Навыки на испытаниях: провалено (Донелл отправляется домой, на его место приходит Джереми)
14. Обделанное лицо: провалено (совместно с Алчные экстремалы: "Дорожные правила Кампус"
15. Верь мне: пройдено
16. Захват ключа: пройдено